# Meczet Cesarski
Meczet Cesarski (bośn. Careva džamija, serb. Царевa Џамија, chorw. Careva džamija, tur. Hünkâr Camii) – meczet w Sarajewie, jedna z pierwszych muzułmańskich świątyń w Bośni i Hercegowinie, pierwsza w stolicy tego kraju.

## Historia
Pierwotny obiekt powstał w 1457 roku w klasycznym stylu osmańskim, z polecenia Isa-beg Isakovića w okresie, kiedy tereny obecnej Bośni i Hercegowiny znajdowały się w granicach Imperium osmańskiego. Meczet został podarowany zdobywcy Konstantynopola Mehmedowi II Zdobywcy, sułtanowi z dynastii Osmanów, panującemu w latach 1444–1446 i 1451–1481. Wykonany został z drewna i był znacznie mniejszy od obecnego. Świątynia spłonęła w 1480 roku. Nowy meczet powstał w 1565 roku w tym samym miejscu, jako dar dla sułtana Sulejmana Wspaniałego, za którego panowania Imperium Osmańskie osiągnęło szczyt swojej potęgi.
W skład kompleksu świątynnego wchodziły także łaźnia (hammam), konak i biblioteka, w której dziś mieści się cenny zbiór islamskich manuskryptów i dokumentów, najstarsze datowane na XII wiek. Początkowo kompleks ten był siedzibą wezyra bośniackiego. Później stał się rezydencją najwyższych rangą islamskich duchownych kraju. Konak został przebudowany w XIX wieku i służył w czasach istnienia Jugosławii jako zakwaterowanie dla głów państw i innych ważnych osobistości, przybywających do Sarajewa.
Boczne dobudowania powstały w 1800 roku ze względu na dużą liczbę wiernych, odwiedzających meczet. W 1848 roku zostały one połączone z głównym budynkiem świątyni. Meczet został poważnie uszkodzony podczas II wojny światowej i w trakcie wojny domowej w latach 90. XX wieku. Odbudowano go w latach 1995–2000, a w latach 1998–1999 zainstalowano ogrzewanie podłogowe. W 2004 roku decyzją Komisji do spraw ochrony zabytków narodowych meczet został uznany za Narodowy Pomnik Bośni i Hercegowiny.

## Architektura
Meczet posiada ośmiokątny minaret. Centralna kopuła meczetu ma półkolisty przekrój, typowy dla klasycznego okresu architektury osmańskiej. Uważa się, że pierwotna kopuła miała przekrój eliptyczny. Ma przestronne wnętrze i wysokiej jakości detale dekoracyjne, takie jak mihrab. W trakcie prac konserwatorskich w latach 80. i 90. XX wieku odkryto i częściowo odrestaurowano cztery warstwy fresków ściennych z XVI, XVIII i XIX wieku.

## Turystyka
Meczet jest dostępny dla turystów poza godzinami przeznaczonymi na modlitwę.

## Galeria

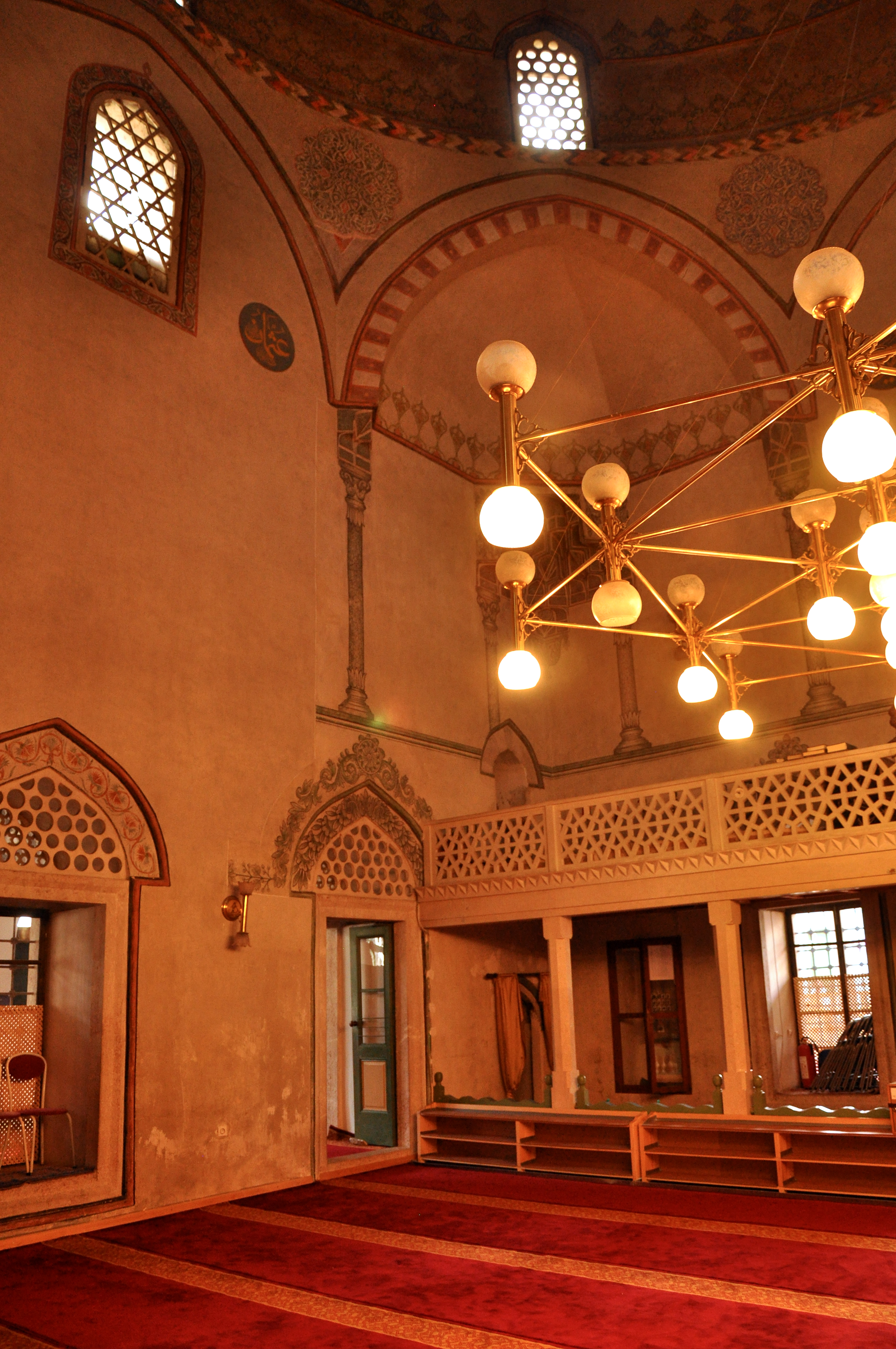
Wnętrze meczetu
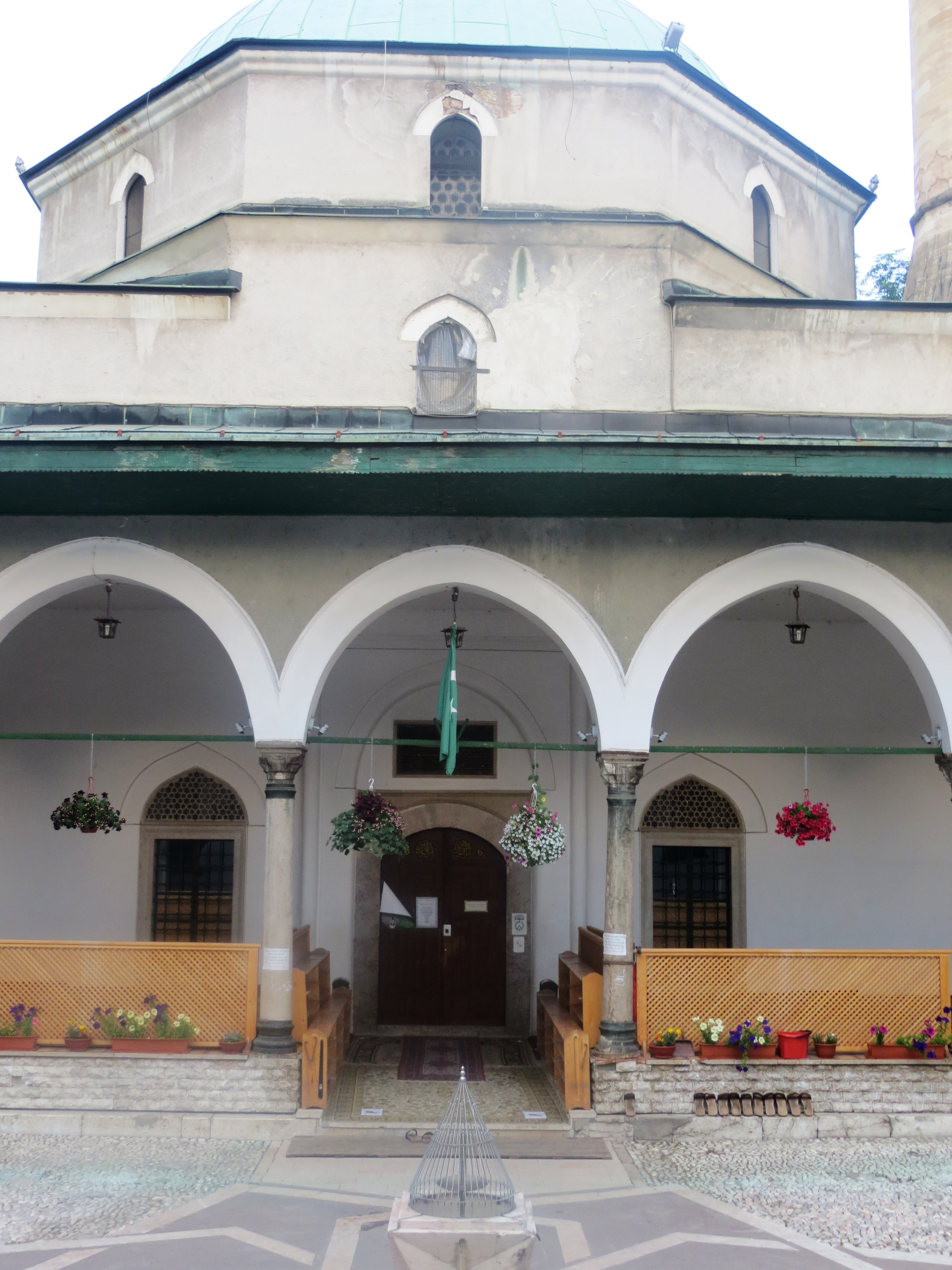
Hammam – łaźnia turecka